# Online gokken
Online gokken is het spelen van kansspelen om geld op het internet. Met een computer, tablet of smartphone kan een speler via internet websites bezoeken die verschillende spelen aanbieden. Soms is het downloaden van speciale software vereist voordat men casinospellen kan spelen op de computer of laptop. Vaker dan niet is het downloaden van software niet meer mogelijk maar wordt het complete online casino aangeboden in HTML5. Diverse online casino's bieden daarnaast een app aan.
Op de site maakt de speler een account aan. Soms kan er gratis gespeeld worden, maar vaak kan het pas na het inzetten van geld. Op de persoonlijke rekening plaatst de speler een som die hij gebruikt om in te zetten bij de spelen. Dit kan via betalingssystemen zoals iDEAL, creditcard, PayPal, of klassieke overschrijving. Veel sites bieden bij het maken van een account een gratis startbedrag aan, al dan niet gekoppeld aan een eerste storting. Wil de speler stoppen, kan hij de rekening innen.

## Soorten online gokken
Er zijn verschillende soorten online gokken:
- online bingohal - voor het spelen van bingo
- online casino - voor het spelen van roulette, klassieke tafelspelen of gokautomaat
- online lotto, bijvoorbeeld aangeboden door de Nationale Loterij van België
- online sportsbook, bookmaker of wedkantoor - weddenschappen afsluiten op de uitkomst van bijvoorbeeld een sportwedstrijd
- anders - poker, skill games, rummy

Soms vindt inleg en uitbetaling plaats in een cryptovaluta. Daarbij wordt soms ook van de blockchain gebruik gemaakt om het gokken bewijsbaar eerlijk (provably fair) te maken. Bovendien kan een prijs al uitbetaald worden voordat de inleg door de nodes bevestigd is, door deze in één transactie met twee inputs te betalen, waarbij één input verwijst naar de ontvangen inleg. Dan wordt, als de inleg niet geaccepteerd wordt door de nodes, de hele transactie niet geaccepteerd. Het betalen met cryptovaluta bij online gokken is in diverse landen verboden, waaronder in België en in Nederland. Gereguleerde online casino's mogen die mogelijkheid dan niet aanbieden op straffe van een boete of het intrekken van de vergunning door de lokale toezichthouder.

## Regulering en wetgeving

### België
De kansspelwetgeving in België bepaalt dat het aanbieden van kansspelen, zowel fysiek in speelhallen en casino's als online, onderworpen is aan het vooraf verkrijgen van een licentieverstrekt door de Belgische Kansspelcommissie. Zonder vergunning verkeren zij in de illegaliteit en stellen zij zich bloot aan strafrechtelijkevervolging en straffen.
Om een kansspelwebsite licentie te krijgen moet de website aan een heel aantal voorwaarden voldoen. Zo moet de eigenaar van de website een partnership aangaan met een fysiek casino of speelhal in België. Het gaat hier om de casino's van Spa, Chaudfontaine, Namen (samen met Pokerstars), Dinant (samen met Partouche), Brussel, Knokke, Blankenberge (samen met Unibet), Middelkerke en Oostende (samen met bwin). Verder moeten ook de webservers waarmee de spelers verbinden in België staan. Verder moet het domein van de website de .be tld hebben. Om een vergunning te bekomen moet een dossier worden ingediend en aan diverse voorwaarden voldaan worden: maatregelen ter bescherming van sociaal zwakkere groepen, inzake klachtenbehandeling en beperkingen voor de reclamecampagnes.
Het toegangsverbod dat de kansspelcommissie kan opleggen aan problematische spelers geldt ook online. Om dit te realiseren moet wie op een vergunde website wil gokken zich eerst registreren, bijvoorbeeld via een eID-reader.
Er zijn 9 zogenaamde A-plusvergunningen uitgegeven door de Belgische kansspelcommissie, die het mogelijk maken om casino of poker via het internet aan te bieden:
- Bwin (A+8085)
- Betway (A+20000)
- Casino 777 (A+8104)
- Golden Palace (A+424838)
- Ladbrokes (A+65721)
- Napoleon Games (A+8110)
- PokerStars (A+20635)
- Star Casino (A+8112)
- Unibet (A+8109)

Deze aanbieders hebben een samenwerking met een van de echte casino's in België een officiële licentie verkregen voor het aanbieden van online kansspellen. Zij betalen federale tax over de inkomsten uit de kansspelen en dragen zorg voor de bescherming van (mogelijk) verslaafde spelers.
Gokken op een niet-gereglementeerde website is strafbaar. Niet gereglementeerde sites worden op een zwarte lijst geplaatst en worden door de Belgische internetproviders onbereikbaar gemaakt. Het gokken op deze websites is illegaal. Spelers die zich op zulke websites wagen, stellen zich mogelijk bloot aan vervolging. Als het parket beslist om niet te vervolgen, of wanneer het parket binnen de 6 maanden niets heeft ondernomen, kan de Kansspelcommissie zelf administratieve boetes opleggen, zowel voor organisatoren als voor spelers. Voor spelers gaan die van 26 euro tot 25 000 euro, voor organisatoren kunnen de boetes oplopen tot 100 000 euro.
Behalve 9 zogenaamde A-plusvergunningen zijn er ook 180 zogenaamde B-plusvergunningen voor online speelautomatenhallen beschikbaar. Deze speelautomatenhallen moeten aan strengere voorwaarden voldoen dan online casino's met een A-plusvergunning. Zo mag het gemiddeld maximaal uurverlies slechts 25 euro zijn, mogen ze geen online slot machines aanbieden en mag de uit te keren prijs maximaal 500 euro bedragen. De Belgische overheid wil het aantal speelautomatenhallen terugbrengen van 180 naar 150.
Zoals alle online casino’s en online speelhallen, moeten ook goksites met sportweddenschappen beschikken over de nodige licentie van de Belgische Kansspelcommissie. Aanbieders van sportweddenschappen op het internet moeten beschikken over een FA+ licentie.

#### Kan men in België legaal gokken op het internet?
Ja, in België kan men legaal gokken op het internet. Men moet echter wel goed nakijken of de site beschikt over een licentie van de Belgische Kansspelcommissie. Gaat men toch online gokken op een illegale goksite, dan riskeert men als speler een boete tot €25.000.

### Nederland
Tot 1 oktober 2021 was online gokken in Nederland illegaal. De enige uitzondering daarop was het wedden op sport via de website en app van de TOTO (onderdeel van de Nederlandse Loterij) en het wedden op paardenraces via de website van ZEturf (voorheen Runnerz).
Sinds 1 april 2021 kunnen online gokbedrijven zich aanmelden om in aanmerking te komen voor een vergunning. Door een speciale provisie konden aanvankelijk niet alle sites die online gokken aanbieden, hun vergunningsaanvraag indienen. Massaal hebben de wereldwijde gokbedrijven zich aangemeld voor een vergunning omdat de Nederlandse markt als veelbelovend werd gezien. De in 2012 opgerichte Nederlandse Kansspelautoriteit (Ksa) neemt sindsdien vergunningsaanvragen in behandeling. Goksites die een vergunning willen bemachtigen, moeten voldoen aan de voorbehouden zoals opgenomen in de Wet Kansspelen op afstand. De aanbieder moeten bijvoorbeeld openheid bieden over speelgedrag van de spelers, kansspelbelasting afdragen, een bijdrage afstaan aan het kansspelverslavingsfonds, en aangesloten zijn op zelfuitsluitingsregister Cruks.
Op 29 september 2021 maakte de KSA de eerste tien bedrijven bekend die een licentie hadden gekregen. Op 2 oktober 2021 gingen de eerste legale online casino's live in Nederland nadat een probleem met zelfuitsluitingsregister Cruks op 1 oktober nog de livegang voorkwam. Sindsdien is het aantal sites waar je legaal kan online gokken in Nederland gegroeid naar 20. Grote gokbedrijven als bet365 en Unibet hebben inmiddels een vergunning in Nederland bemachtigd, maar diverse andere internationaal opererende bedrijven zijn nog niet actief. Zo zijn PokerStars, Oranje Casino, Polder Casino, bwin, en William Hill nog zonder vergunning en zodoende niet beschikbaar voor Nederlandse spelers.